# Longjing (Taizhong)
Longjing (chiń. upr. 龙井 区; chiń. trad. 龍井區; pinyin Lóngjǐng qū; Wade-Giles Lung-ching ch’ü) – dzielnica (chiń. 區, qū) w rejonie nadmorskim miasta wydzielonego Taizhong na Tajwanie. 
23 czerwca 2009 komitet przy Ministrze Spraw Wewnętrznych Republiki Chińskiej zarekomendował scalenie dotychczasowego powiatu Taizhong (chiń. trad. 臺中縣; pinyin Táizhōng xiàn) i miasta Taizhong (chiń. trad. 臺中市; pinyin Táizhōng shì) w miasto wydzielone (chiń. 直轄市, zhíxiáshì); wszystkie gminy wiejskie (chiń. 鄉, xiāng), jak Longjing, miejskie oraz miasta wchodzące w skład powiatu zostały przekształcone w dzielnice (chiń. 區, qū). Ustawa weszła w życie 25 grudnia 2010 roku.
Populacja dzielnicy Longjing w 2016 roku liczyła 77 236 mieszkańców – 38 272 kobiety i 38 964 mężczyzn. Liczba gospodarstw domowych wynosiła 22 690, co oznacza, że w jednym gospodarstwie zamieszkiwało średnio 3,4 osób.

## Demografia (2011–2016)
| Rok  | Liczba ludności | Gęstość zaludnienia | Kobiety | Mężczyźni | Gospodarstwa domowe |
| ---- | --------------- | ------------------- | ------- | --------- | ------------------- |
| 2011 | 74 682          | 1963                | 36 768  | 37 914    | 21 009              |
| 2012 | 75 138          | 1975                | 37 034  | 38 104    | 21 349              |
| 2013 | 75 664          | 1989                | 37 259  | 38 405    | 21 711              |
| 2014 | 76 164          | 2002                | 37 558  | 38 606    | 22 033              |
| 2015 | 76 666          | 2015                | 37 854  | 38 812    | 22 343              |
| 2016 | 77 236          | 2030                | 38 272  | 38 964    | 22 690              |